# Вортхофф, Герман
Герман Йозеф Вортхофф (нем. Hermann Josef Worthoff; 23 марта 1910, Бергиш-Гладбах, Германская империя — 28 марта 1982, Эйпен, Бельгия) — оберштурмфюрер СС, уполномоченный по делам евреев в Люблине, непосредственно участвовавшей в депортации евреев из гетто Люблина и Варшавы.

## Биография
Герман Вортхофф родился 23 марта 1910 года. Его отец был руководящим работником на бумажной фабрике. После посещения народной школы и прогимназии в Бергиш-Гладбахе учился в гимназии в Кёльне. Поскольку Вортхофф не сдал выпускные экзамены он покинул гимназию. Заявление на приём в полицию было отклонено из-за близорукости. После окончания школы начал обучаться торговому делу на бумажной фабрике. Через 2,5 года закончил обучение и сдал экзамен на помощника продавца. Вортхофф сначала работал практикантом на машиностроительном заводе, а 1 февраля 1934 года занял должность в рекламном отделе предприятия по производству света, электроэнергии и воды в Бергиш-Гладбахе.
В 1933 году вступил в НСДАП и Общие СС. 1 февраля 1937 года поступил на службу в отделение гестапо в Кёльне. После окончания учебного курса в  офицерской школе полиции безопасности в Шарлоттенбурге служил в отеле контрразведки в кёльнском гестапо. В августе 1938 года был переведён в отделение гестапо в Клагенфурте. С сентября по март 1941 года проходил курс на звание комиссара полиции. Недолгое время служил в области Крайна в Югославии. 1 мая 1941 года ему было присвоено звание оберштурмфюрера СС. 
В июне 1941 года был откомандирован в Люблин в ведомство командира полиции безопасности и СД. Изначально служил в отделе контрразведки в гестапо. После начала войны с СССР в конце июня 1941 год был отправлен в Пинск, где оставался до сентября 1941 года. Задачей подразделения, в которое входил Вортхофф, был поиск оставленных документов НКВД и агентов, оставшихся в тылу. В сентябре 1941 года вернулся в Люблин, где с декабря 1941 года служил в отделе по делам евреев. В качестве уполномоченного по делам евреев отвечал за уничтожение Люблинского гетто и депортацию евреев в лагерь уничтожения Белжец. В июле 1942 года входил в команду Германа Хёфле, задействованную в ликвидации Варшавского гетто. С конца 1942 года служил в отделе по борьбе с польским движением сопротивления в Люблине. После отступления из Люблина немецких войск в июле 1944 года Вортхофф был переведён в ведомство командира полиции безопасности и СД в Радоме, где был офицером связи между полицией безопасности и вермахтом
После окончания войны уехал в район Арользена, где до 1953 года скрывался под именем Германа Йозефа Шмица. Вортхофф работал представителем различных компаний. Его жена объявила его пропавшим без вести и получала пособие по потере кормильца. 9 ноября 1960 года был арестован и до 4 февраля 1964 года находился в следственном изоляторе. 15 декабря 1975 года был приговорен земельным судом Висбадена к 8 годам заключения за пособничество в убийстве 8000 жителей Люблинского гетто. В 1981 году был признан негодным для дальнейшего отбывания наказания и умер через год в Бельгии.